# Ті-Джей Оші
Тімоті «Ті Джей» Оші (англ. Timothy „T. J.“ Oshie; 23 грудня 1986, м. Маунт-Вернон, США) — американський хокеїст, правий нападник. Виступає за «Вашингтон Кепіталс» у Національній хокейній лізі (НХЛ).
Виступав за Університет Північної Дакоти (NCAA), «Сент-Луїс Блюз».
В чемпіонатах НХЛ — 443 матчі (109+200), у турнірах Кубка Стенлі — 30 матчів (5+4).
У складі національної збірної США учасник зимових Олімпійських ігор 2014 (6 матчів, 1+3), учасник чемпіонатів світу 2009, 2010 і 2013 (19 матчів, 6+4). У складі молодіжної збірної США учасник чемпіонату світу 2006.
Досягнення
- Бронзовий призер чемпіонату світу (2013)
- Володар Кубка Стенлі (2018).